# Питве
Питве (хорв. Pitve) — населений пункт у Хорватії, у Сплітсько-Далматинській жупанії у складі громади Єлса.

## Населення
Населення за даними перепису 2011 року становило 69 осіб.
Динаміка чисельності населення поселення:

## Клімат
Середня річна температура становить 16,01 °C, середня максимальна – 27,88 °C, а середня мінімальна – 3,84 °C. Середня річна кількість опадів – 745 мм.
| Клімат поселення                              | Клімат поселення | Клімат поселення | Клімат поселення | Клімат поселення | Клімат поселення | Клімат поселення | Клімат поселення | Клімат поселення | Клімат поселення | Клімат поселення | Клімат поселення | Клімат поселення | Клімат поселення |
| Показник                                      | Січ.             | Лют.             | Бер.             | Квіт.            | Трав.            | Черв.            | Лип.             | Серп.            | Вер.             | Жовт.            | Лист.            | Груд.            |                  |
| Середній максимум, °C                         | 13,39            | 12,02            | 14,29            | 17,51            | 22,34            | 26,22            | 27,88            | 27,86            | 23,63            | 19,51            | 15,31            | 13,62            |                  |
| Середня температура, °C                       | 9,29             | 7,93             | 10,21            | 13,42            | 18,27            | 22,14            | 25,04            | 25,04            | 20,80            | 16,69            | 12,50            | 10,80            |                  |
| Середній мінімум, °C                          | 5,21             | 3,84             | 6,13             | 9,33             | 14,19            | 18,05            | 22,23            | 22,22            | 17,98            | 13,85            | 9,66             | 7,97             |                  |
| Норма опадів, мм                              | 74               | 61               | 66               | 60               | 49               | 39               | 25               | 42               | 62               | 83               | 98               | 86               |                  |
| Середньомісячна швидкість вітру, м/с          | 3.74             | 4.01             | 4.03             | 3.66             | 3.18             | 2.89             | 2.93             | 2.77             | 3.13             | 3.39             | 4.20             | 4.19             |                  |
| Середньомісячна сонячна радіація, кДж/м²·день | 5717             | 8443             | 12127            | 16609            | 20587            | 23295            | 25078            | 22063            | 16338            | 10655            | 6172             | 4807             |                  |
| --------------------------------------------- | ---------------- | ---------------- | ---------------- | ---------------- | ---------------- | ---------------- | ---------------- | ---------------- | ---------------- | ---------------- | ---------------- | ---------------- | ---------------- |
| Джерело:                                      |                  |                  |                  |                  |                  |                  |                  |                  |                  |                  |                  |                  |                  |